# Aspergillus tubingensis
Aspergíllus tubingénsis (лат.) — вид несовершенных грибов (телеоморфная стадия неизвестна), относящийся к роду Аспергилл (Aspergillus).
Относится к секции Nigri, включающей широко известный вид Аспергилл чёрный (Aspergillus niger). Морфологически виды в этой секции трудноразличимы, их разделение основывается главным образом на профилях выделяемых метаболитов и на молекулярно-филогенетических данных.

## Описание
Колонии на агаре Чапека с дрожжевым экстрактом при 25 °C на 7-е сутки 6,5—7 см в диаметре, с чёрным спороношением. Реверс бледный. На агаре с солодовым экстрактом колонии на 7-е сутки около 5,5 см в диаметре, с чёрным спороношением, с неокрашенным реверсом.
Нередко образует мелкие бело-жёлтые или розовые склероции 0,5—0,8 мм в диаметре.
Конидии шаровидные или почти шаровидные, 4—5 мкм в диаметре, с морщинисто-бородавчатой поверхностью. Апикальное вздутие конидиеносца 45—69 мкм в диаметре, головки двухъярусные.
На креатиново-сахарозном агаре (CREA) растёт довольно хорошо, активно выделяет кислоту.

### Отличия от других видов
Очень близок Aspergillus niger, от которого отличается склонностью образовывать желтоватые или розоватые склероции. Также эти виды отличаются по участку гена CaM, кодирующего кальмодулин.

## Таксономия
Aspergillus tubingensis Mosseray, La Cellule 43: 245 (1934).

### Синонимы
- Aspergillus niger f. hennebergii Blochwitz ex Al-Musallam, 1980
- Aspergillus niger var. tubingensis (Mosseray) Kozak., 1989

## Особенности
Грибы способны перерабатывать пластик.